# 고쿠부역 (가가와현)
고쿠부역(일본어: 国分駅 코쿠부에키[*])은 일본 가가와현 다카마쓰시에 있는 시코쿠 여객철도 요산선의 역이다. 역 번호는 Y04이다. 상대식 승강장 2면 2선을 가지는 지상역이다.

## 타는 곳
| 상행 | ■ 요산 선      | 다카마쓰 방면                              |
| 하행 | ■ 요산 선      | 사카이데 · 마루가메 · 다도쓰 · 간온지 방면 |
| 하행 | ■ 도산 선 직통 | 고토히라 · 아와이케다 방면                 |
| 하행 | ■ 세토 대교선  | 고지마 · 자야마치 · 오카야마 방면          |

## 이용 현황
| 연도     | 하루 평균 승차 인원 |
| 2008년도 | 368명               |
| 2009년도 | 356명               |
| -------- | ------------------- |

## 역 주변
- 가가와 현 청년센터
- 사누키고쿠분지 터
- 다카마쓰 익스프레스 본사 · 고쿠분지 버스 터미널
- 국도 제11호선

## 인접정차역
| 시코쿠 여객철도 요산선      | 시코쿠 여객철도 요산선         | 시코쿠 여객철도 요산선        |
| --------------------------- | ------------------------------ | ----------------------------- |
| Y 03 하시오카 다카마쓰 방면 | 쾌속 '마린 라이너' · '선 포트' | 가모가와 Y 06 마쓰야마 방면   |
| Y 03 하시오카 다카마쓰 방면 | 보통                           | 사누키후추 Y 05 마쓰야마 방면 |